# Charles Henry Ross
Charles Henry Ross (1835 - 12 de octubre de 1897) fue un escritor y caricaturista inglés.
En 1867, creó el personaje Ally Sloper, considerado la primera tira cómica, que aparecería por primera vez en agosto de 1867 en Judy, poco después de la creación de la revista como la competencia de Punch y de Fun.
Poco después, apareció una serie de grabados de Ross con el título «A Happy Day in a Varlet's Life. In a Series of Hard Lines» («Un día feliz en la vida de un granuja. En una serie de líneas duras.»), en el Beeton's Christmas Annual de 1868.
Dos años más tarde, se casaría con Marie Duval, considerada la única mujer caricaturista del siglo XIX, y, coincidiendo con el nombramiento de Ross como director de la revista, Duval empieza a participar en ella con dibujos, y después en la tira de Ally, primero firmándola junto con su marido (MD & CHR) y, a partir de 1870, firmándola ella sola.

## Publicaciones
- The Book of Cats (1868[6])